# 少女ファイト
『少女ファイト』（しょうじょファイト）は、日本橋ヨヲコによる日本の漫画作品。『イブニング』（講談社）にて2006年2号から2023年5号まで連載され、同誌の休刊後は『コミックDAYS』（同）に移籍して、2023年6月1日より連載中。高校の女子バレーボールを扱っている。

## 概要
2005年12月発売の2006年2号から講談社の漫画雑誌『イブニング』（毎月第2・第4火曜日発売）の第4火曜日の号に隔号掲載で連載開始。2014年6月発売の13号から暫くの間、ページ数を減らしての毎号連載へ移行していたが、2018年現在は隔号連載に戻っている。『イブニング』本誌の休刊直前の2023年5号を最後にイブニングでの連載は終了となり、以降は『コミックDAYS』にて2023年6月1日より連載されている。単行本第8巻から作者との連名で「作画監修 木内亨」のクレジットが追加された。
本作品のタイトルは、作者の前作『G戦場ヘヴンズドア』に登場する架空の漫画雑誌「週刊少年ファイト」をもじったもの。作者は小学生時代バレーボール部に所属しており、「人に気を使う球技」「人生の縮図」として感じたとし、作品の題材にしたかったと述べている。また、作者が30代になり経験を積み余裕ができたことから、20代のころでは未熟でできなかったスポーツ漫画を描こうと思ったとのことである。
ブロスコミックアワード2008大賞受賞。第13回（平成21年度）文化庁メディア芸術祭マンガ部門・審査委員会推薦作品。
単行本特装版に同梱という形で、2009年1月にドラマCD化され（第5巻特装版）、同年10月にはOAD化された（第6巻特装版）。

## あらすじ
旭谷小学校時代、大好きな姉・大石真理に付き合うため嫌々バレーボールを始めた大石練は、5年生前の春休みに姉を交通事故で亡くす。失意の練は「バレーやってる間だけは姉ちゃんのことを考える暇がないから」という理由でバレーに没頭するようになり、その狂気的なプレーや猛練習ぶりから「狂犬」とあだ名される。のちにキャプテンとして旭谷小チームを全国大会決勝戦に導くものの、勝っても次の試合がないため、やる気を失い準優勝に留まる。
アメリカに転校した唯隆子を除く旭谷小チームのレギュラー全員がバレー名門校、私立白雲山学園にスカウトされ、練は皆で一緒に中等部の推薦入学試験を受けようと約束を交わすが、最終的に練以外のメンバー全員が練に内緒で面接を辞退する。このことで精神的ショックを受けた練は以降、幼馴染の式島滋・式島未散兄弟以外の同年代の誰とも距離を置き、友達になることを避けるようになる。
その原因はバレーに対するあまりに激しい闘争心と、チームメイトの気持ちを何も考えていなかった自分にあったと考え、また旭谷小時代の仲間とコート上で再会することを恐れた練は、白雲山バレー部では他人を傷付けぬよう自分を抑え続け、実力を隠して万年補欠で3年間を通そうとする。しかし3年生のときに些細なことでレギュラーの蜂谷千代に怪我を負わせ、穴埋めとして練習試合に代理スターティングメンバーで出場することになる。試合当初は自分を抑えていた練だが、無意識に「狂犬」の闘争心に火が点き、チームメイトの京極小雪と接触、転倒し2人とも負傷する。保健室に向かう途中、滋に強引に男子トイレへ連れ込まれ応急マッサージを施されるが、これを監督に「逢引きしていた」と誤解され自宅謹慎処分を受け、さらに退部扱いとなる。白雲山の高身長選手優先の方針もあって高等部への特待生としての進学は絶望的となり、練の学力では通常の進学は困難だったことから卒業まで休学し自宅療養するようになる。
前日にチームメイトの真理を亡くしたにもかかわらず、春高決勝戦で勝利を収めていた黒曜谷高校を練は当初嫌っていた。しかし真理の墓前で泣き崩れていた際、当時のキャプテンだった陣内笛子と出会い、さらに滋から当時の春高決勝戦の様子を映したDVDを観せられたことを機に、姉と同じ黒曜谷高校に進学することを決意する。高校で小田切学ら新たなチームメイトを得た練は、バレーボールと仲間たちに対して、そして自分自身に対して再び真剣に向き合っていく。

## 登場人物
※第1巻収録分まではプロローグ的な意味合いが強いため、学年等は単行本2巻時点のもの、身長体重は単行本5巻および7巻への掲載情報（いずれも大石練が高校1年生時）を記載している。
※キャストはドラマCD版・OAD版共通。

### 私立黒曜谷高等学校
東京都練馬区にある私立の高等学校。遊園地「しじまえん」と同じ経営で、経営者の趣味で「しじまえん」の拡張工事と併せて設立された。校舎は悪魔城的なデザインで、最寄り駅は「静寂園」。「しじまえん」とともに三國財閥系列である。理事長の犬神了子は鏡子の母親で、犬神家は三國財閥の分家。普通科の単科の高校だったが、数年前にスポーツ科学科を設立しスポーツ特待生制度を導入、運動部の強化を行う。三國兄弟の入学を見越しての判断でもある。スポーツ科学科の生徒の7割がスポーツ推薦入学。

#### 主要人物
大石 練（おおいし ねり）
声 - 水樹奈々
主人公。黒曜谷高校スポーツ科学科1年女子。4月27日生まれ、身長158センチメートル、体重49キログラム。ポジションはウイングスパイカー。
旭谷小学校、私立白雲山学園中等部を卒業後、私立黒曜谷高校にスポーツ特待生として進学。
長身ではないが、人並み外れた運動神経を持ち、体幹の強さ、体の柔軟性や関節可動域も突出している。持久力も十分だが、公式戦で本気でプレーし過ぎると帰宅後に疲労でダウンすることがある。勉強は苦手だが記憶力は目覚ましく、小学生時に一度対戦しただけの延友厚子や早坂奈緒のプレースタイル、さらにその時の対戦スコアまで記憶していたことで周囲を驚かせる。しかし映像で記憶するタイプのため、小学校のクラスメイトであった小田切学のことは（再会した際に学の容姿が全く変わっていたため）同一人物であると知らされるまで気付いていなかった。
旭谷小時代の心的外傷が原因となり、高校入学当初も本気でのプレーを躊躇していたが、仲間らの支えで精神的に成長してゆく。しかし旭谷小時代の元チームメイトと対峙した際などに動揺するケースが数あり、笛子や由良木政子も「メンタル面」を練の課題として挙げる。また敵味方にかかわらず、他者が自身の琴線に触れるプレーをすると試合中であっても見とれて集中力を失い、その選手の一挙一動に没頭するという悪癖がある。
滋を好いており自ら告白もするが、小学生時代に姉の真理が滋とキスをしている場面を目撃したこともあり、滋の本心は図りかねている。
実家は銭湯を営んでおり、真理の死後は父・母との3人暮らしで、「ニコ」という猫を飼っている。姉の形見である四つ葉のクローバー型のネックレスを試合時以外は身に付けている。ミニチュア模型の収集・製作という趣味も持つ。
ネーミングは「多い試練」からで、第1話のサブタイトルにもなっている。
式島 滋（しきしま しげる）
声 - 中村悠一
黒曜谷高校スポーツ科学科2年男子。大石家の向かいに住んでいる練の幼馴染で、未散の兄。ポジションはセッター。容姿は父親似。
父母弟との4人暮らし。目が悪いため眼鏡をかけている。実家はスポーツ整体で有名な式島整骨院。跡取りとして厳格に育てられ、マッサージや選手の体調管理などを行なうトレーナーとしての力量は高校生ながらプロ級。父親から施術の手技や日常の作法に至るまで、さまざまなことを厳しく躾られているが、それは嫡男だからという理由ではなく、同じ遺伝性疾患である網膜色素変性症を患っていることからの経験的なことから来る教育である。
旭谷小時代は男子バレー部でキャプテンを務める。練が嫌っていた黒曜谷高校へ進学したことから、練には「（滋の）高校卒業まで会わない」と言い渡されていた。練の飴屋中学との練習試合を観戦し、再会する。そして中等部を実質退学となった練を黒曜谷高校へと勧誘する。高校1年時は男子バレー部の正セッターとして春高準優勝に貢献するが、練の入学およびバレー部入部と時を同じくして男子バレー部を退部し、女子バレー部の専属トレーナー兼マネージャーとなる。
性格はいたって真面目で合理主義的。学や未散に練とのキスを見られて以降は周囲公認の恋仲になるが、自身が抱える眼の疾患を憂慮し、練に対して正式に交際を申し込んだことはない。他人にそっけない態度から、未散には「人を声で見分けていて顔は見ていない」と冗談めかして言われるが、練の顔はよく見ている。普段は謙虚で常に冷静沈着だが、練のことになると冷静ではいられなくなることも多く、練の異変に気付くや否や練のもとに向かったり、練に他の男が近づくと眉間にしわを寄せたり、強引に練にキスをしたりする。
小田切 学（おだぎり まなぶ）
声 - 能登麻美子
黒曜谷高校スポーツ科学科1年女子。6月30日生まれ、身長178センチメートル、体重61キログラム。
旭谷小学校、旭谷中学校を卒業後、私立黒曜谷高校へと進学。
小学生時代に、肥満を理由にクラスメイトにいじめられているところを練に叱咤激励されて以来ずっと練に憧れ、尊敬している。中学入学直後に原因不明の高熱で1週間寝込んだ際に、肥満体形から現在の体形になる。身長は現在も伸びている様子。趣味は漫画（執筆・読書いずれも）。当初はいじめからの逃避手段としての漫画執筆であったが、練を理解するために彼女を主人公にしたバレー漫画を描くようになっていき、漫画家を志望するようになる。ただし、絵は下手。
学業成績は非常に優秀で、中学では首席。高校受験直前になっても授業中に漫画を描いているが、日本でも有数の難関校である開布高校の受験を薦められるほどの成績。
バレーボールはもとより運動部への所属経験すらなかったが、黒曜谷高校のスポーツ科学科に一般受験で入学し、偶然にも再び練とクラスメイトになる。入試で1位だったことで、スポーツ科学科の生徒にもかかわらず入学式で総代を務める。漫画執筆の参考にするためマネージャーとしてバレー部に入部するつもりでいたが、マネージャーは滋で決定していたこと、当期の部員総数が最大10人に制限されたこと、練に「経験より目的がはっきりしてる奴が優先」と言われたことで、選手としての入部を決意する。完全初心者ながらセッターを任され、運動神経は鈍いが高身長と状況把握に優れる頭脳を持ち合わせていることから、笛子や犬神鏡子に高く評価される。チームメイトとの実力・経験の差を少しでも埋めるべく、激しく自らを追い込んで修練を重ねてゆく。
入部を機に髪型をショートに変え、バレーの際は眼鏡からコンタクトレンズに切り替える。箸は左利きで、鉛筆は右利き。
頭脳だけではなく、優しく豊かな人間性も持ち合わせている。加えて場の空気や他人の気持ちを推し量る能力に長けており、他者が悩んでいる際には的確なアドバイスを与えることが多い。練や未散をはじめとして、真理を知る人たちは学の内面や本質に「真理と同じなにか」を感じ取る。
家族構成は、父・母・弟の4人暮らし。容姿は父親似。未散と共通した大切な存在である練を守るために、形式的に未散と付き合い始める。
式島 未散（しきしま みちる）
声 - 鈴村健一
黒曜谷高校スポーツ科学科1年男子。練の幼馴染で、滋の弟。ポジションは兄と同じくセッター。容姿は母親似。
滋と違い放任されて育てられ、中学時代は（引きこもりとは反対の）「出ずっぱり」の不登校児だった。同級生や教師からはことあるごとに出来の良い兄と比較されるが、兄が家で強いられている苦労を知っており、そのことで不満は抱いてはいない。部員の不真面目さに嫌気が差し、3年生のときに中学校のバレーボール部を退部したが、地域のバレーボールサークルで引き続きバレーボールを続けており、サークルでは由良木龍馬に鍛えられる。学業が満足でなく高校の進学先が決まっていなかったが、三國智之の強い推薦もありバレー部を退部する滋に代わるセッター候補としてスポーツ特待生で黒曜谷高校へ入学する。
練を好いているが、何でも自分に譲る兄の本当に大切なもの（練）は奪わないと誓い、自ら練とは距離を取る。未散が練を好いていることは滋も察しているが、滋との間には練に対する想いに関して口に出してはいけないという不文律があると言う。小学生のころ、居眠りしている練に思わずキスをし、それを隆子に見られたあげく写真に撮られ、脅されて交際を強いられていた。隆子は中学に進学する前に海外に移住したが、隆子のことが心の傷となり中学時代にはあまり学校へ行かず、遊び歩いていた。そのため、不良にも顔が利き、社交術にも長けている。自分に偏見を抱いていた学の母親と、引きこもり状態の弟にも、いとも容易く自分に心を開かせる。
小・中・高校とも同じ学校である学とは仲が良い。練と滋に配慮するため、また隆子からの再交際の申し込みを断る口実にするために学と形式的に交際するようになるが、のちに学に夢中になる。
滋が自らプレーヤーを引退した理由、また日頃から父親に厳しく育てられていた理由が、遺伝性疾病による失明の可能性にあったことを知り、ショックを受ける。

#### 黒曜谷ストレイドッグス
黒曜谷高校女子バレーボール部。愛称であるストレイドッグスは「野良犬たち（Stray Dogs）」の意。練の姉である真理の世代は、インターハイを辞退したもののその年度の春高（春の高校バレー）で優勝し「春高優勝世代」と呼ばれている。その後は理由不明ながら部員不足になり廃部状態になっていた。犬神鏡子らが1年生の年にバレー部は復活するが、部員の退部による人数不足で対外試合も行われなくなり、部員減少に一層の拍車をかけた。部員は鏡子・鎌倉沙羅・蜂谷由佳の3人にまで減ったが、やる気のない部員は不要として積極的な部員勧誘は行っていなかった。次世代の新入生では練を筆頭とした10数人に目星を付けてなんらかのスカウト活動を行っており、実力はあるが他校では推薦入学させないような癖のある生徒を積極的に獲得していた模様である。練たちの世代が入部したあとに起きた「賭けバレー」関連でチームが謹慎処分を受けて以降は、全国のチームから悪役高校扱いされる状態となっている。
黒曜谷の女子バレー部は校内外から「魔女」と呼ばれている。鏡子・沙羅・由佳の2年生の3人は、中学時代から都内では有名なプレーヤーで、鏡子がセッターを務めるときの沙羅と由佳は「風神雷神」との異名をとる。文武両道が部の方針で、定期テストで赤点になるとレギュラーから降格される。これは、練習のしすぎによる故障で選手生命を絶たれた笛子の自分の体験から、バレーボールを引退したあとのことを考えての配慮である。
犬神 鏡子（いぬがみ きょうこ）
声 - 大原さやか
黒曜谷高校スポーツ科学科2年。6月12日生まれ、身長173センチメートル、体重59キログラム。キャプテンでポジションはセッター。容姿は母親似。
基本的にマイペースな性格。母親が黒曜谷高校の理事長であることから、「多少のおねだりは利く」というが、女子バレー部メンバーの赤点には手心を加えられることはない。
高いセットアップ技術を持ち、チームメンバー全員の最高到達点や踏み切り位置の癖も把握しているが、虚弱体質で喘息を患っており、全力でのプレーは1ローテーション程度しか持たない。そのため、試合では重要な場面にしか出場しない。喘息が発症した場合を考えて、学校ではあまり練習は行わずに自宅の体育館で沙羅と行うが、人知れず練習していることは公にはしていない。体の柔軟性はチーム内で練と一二を争う。
沙羅と千石雲海は幼少時から犬神家内にて3人でバレーをしている幼馴染で、2人に対しては特別な感情と感謝の気持ちを持っている。沙羅とその母（海羅）を苦しめた沙羅の父（槌家）を倒すことが幼少時からの目標になっており、彼が監督を務める朱雀高校バレー部との対戦では強い執着心をみせる。
母の画策によって、雲海と2人きりで強豪校視察のため1泊2日の遠征をすることになり、また沙羅らのメールによる後押しもあって、雲海と一夜をともにする。
夜に喘息の発作が起きて眠れないと、気を紛らわすために工作をすることがある。バレーボール型モーニングスター、バスケットボールで作った偽バレーボール、有刺鉄線ネットなど、思い付きによる常軌を逸した品が多く、盗聴器なども自作する。また本気で怒ると、あらゆる物を破壊する癖がある。
鎌倉 沙羅（かまくら さら / サラ）
声 - 伊倉一恵
黒曜谷高校スポーツ科学科2年。9月2日生まれ、身長178センチメートル、体重58キログラム。ポジションはセンター。
長身だがスピードや俊敏さは練をも凌ぐ。鏡子の速いトスアップに部内で唯一合わせられる、切れのあるスパイクを打つ。速攻の切れが良すぎるため「死神の鎌」と呼ばれている。常に感情を表さず無表情で寡黙、誰に対しても敬語で接する。しかし、抱きつかれたりキャプテン代行など慣れない状況になると、わかりやすく動揺する。
鎌倉財閥当主の孫娘だが、母（海羅）は駆け落ち結婚したため鎌倉家から勘当されている。その後、アルコール依存症となり家庭内暴力を繰り返す父（槌家）に耐えかねた母は父と離別し、幼い沙羅を連れて犬神家を頼っている。そのため、沙羅は幼少時から犬神家に住み込みで家事使用人をしており、鏡子のことを「お嬢」と呼んで公私に渡って奉公している。料理の腕前は抜群で、アレルギー体質の鏡子の食事はほぼ沙羅の手作り。そのため、鏡子は沙羅のことを嫁と称することもある。また、鏡子の自宅での練習にも付き合ってもいる。
鎌倉財閥と三國財閥（犬神家の本家）は同格で、本来は商売敵の関係だが、犬神了子（鏡子の母）や三國財閥会長の配慮で今まで犬神家内に在籍できている事実がある。沙羅はこの恩に報いようと、三國財閥の悲願（オリンピックで金メダル）に貢献すべく大学進学ではなく早期のVリーグ入りを希望していた。しかし後に「三國会長は、自分と母を事実上の人質とし、父を脅して望まぬ仕事をさせている」と確信し、三國財閥への敵対心を露にする。
蜂谷 由佳（はちや ゆか） / ユカ
声 - 柚木涼香
黒曜谷高校スポーツ科学科2年。4月17日生まれ、身長168センチメートル、体重78〜63キログラム（ダイエットの状況により変動）。ポジションはおもにウイングスパイカー。
常にヘアバンドをしている。大抵鏡子の奇行に突っ込みを入れる役回りになってはいるが、本人自身も癖のある性格らしい。少々太り気味なのが悩みの種。握力はチームNo.1で、彼女のオープン攻撃をレシーブすると腕が腫れ上がることから、「スズメ蜂」と呼ばれている。
白雲山学園の蜂谷千代は従姉妹で、容姿や性格が少し似ている。実家は練馬で手作りパン屋を経営しており、時おり千代も泊まりに来ている。
伊丹 志乃（いたみ しの）
声 - ゆかな
黒曜谷高校スポーツ科学科1年。8月20日生まれ、身長159センチメートル、体重47キログラム。
神戸出身で、高校では寮生活をしている。練と同じくらいの身長だが、努力家でバレーの総合的な実力も1年生の中でトップレベル。どのポジションもそつなくこなし、特にレシーブ力は練と双璧。
実力に裏付けされてプライドが高く、同学年だけでなく上級生に対しても毒付くことがある。心根は優しいのだが言葉がきつく、由佳からは「包容力が足りない」と評されている。また頭に血が昇りやすく、冷静さを失うとプレーの質が落ちるなど、メンタル面の鍛錬が課題となっている。身体能力は中学校時代ではチームや学級でもトップだったが、黒曜谷メンバーの中ではそれほど高くないことを思い知らされる。
母方の祖父は雨口組系の阪神地域を仕切るヤクザ、菱巻組の組長として関西では有名。そのため、関西では「ヤクザの孫娘」として知れ渡っている。父は堅気の一般人だが、志乃が中学生のときに父が菱巻組の跡目争いに巻き込まれて逮捕されたため「ヤクザの孫」だけでなく「ヤクザの娘」とのレッテルを貼られることとなった。このため中学の部員仲間を自分の悪評に巻き込まないよう、誘われていた地元の浅葱高校を蹴って、問題児を集めているという東京の黒曜谷高校に進学した。春高優勝が目標だが、それはヤクザの孫というだけで八百長をしていると言われたことを見返すため。志乃は幼少時を関東で過ごしたために訛りはないが、本気で激怒した際は関西弁が出ることもある。
大阪遠征時、鏡子へ暴言を吐いて泣いていたところを三國智之に（結果的に）励まされて以降は、智之を「バカ殿」扱いする未散を嗜めたり、クリスマスプレゼントを用意するなど智之を意識した言動をみせる。
当初は低身長の自分を活かせて且つポジション経験も豊富なセッターを切望していた。しかし1年生の冬に笛子・政子からチームバランス向上のためリベロへの転向を求められ、激しく葛藤するが、由佳や三國兄弟からの助言やサポートを受けたこともあり、リベロ転向を決意する。
延友 厚子（のぶとも あつこ）
声 - 渡辺明乃
黒曜谷高校スポーツ科学科1年。11月27日生まれ、身長174センチメートル、体重66キログラム。ポジションは主にレフト。
城南小学校バレー部ではキャプテン。栄中学校から黒曜谷に進学。男勝りな性格で口調も男言葉（一人称は「私」）。一部の人にだけ心を許し、それ以外の周囲を敵視する傾向にある。群れることを嫌い常に単独で行動していたが、小学3年生時に初経となり、当時クラスで唯一の生理経験者だった奈緒と仲良くなった。親友であるナオを護るという意識が強いが、逆に自らが依存している側面もある。そのため、ナオの本間豪徳との交際には反対する。
ナオと同じく学力は低く、「低学力でも特待生待遇で進学でき、かつバレーもできる」として入学してきたが、赤点でレギュラーから降格するチーム方針を知り、学校側の期待に応えられなければ退学に直結する特待生の立場であることから、ナオに対しても赤点にならないように説く。
小学生の時に練のチームに完敗したことがあり、高校入学当初は練を敵視していた。練が自分達を詳細に記憶していたことや、練の能力や精神の不安定さにも驚くが、もともと共通の目的を持つ相手は素直に受け入れる性格であったため、わだかまりはなくなる。
早くに実母を失い、父親が再婚した若い継母（知花）を父親とともに一方的に敵視しており、家から離れたくて入寮した。家を出るために実業団チーム入りを目指し、そのために春高優勝を目標にしている。
男子バレー部の三國智之に「女性とは思えない」と評される筋肉の持ち主で、趣味も「筋トレ」。プレーも強攻を好む大砲タイプだが、打ち分けを苦手としている。
電車内で賭けバレーのチケット購入を迫られている三國広之を助けて以降は広之から好意を抱かれるが、彼の世間離れした行動や強引さに振り回されることが多い。
早坂 奈緒（はやさか なお） / ナオ
声 - 世戸さおり
黒曜谷高校スポーツ科学科1年。2月26日生まれ、身長164センチメートル、体重56キログラム。
見た目も中身も「ギャル」で、性格は軽く、学力は弱い。恋多き少女で、駄目な男と付き合っては泣いて厚子のもとに帰ってきて、そのたびに厚子に説教される。中学時代に厚子が父親の再婚で荒れるようになってから、奈緒の異性遊びが激しくなった。基本的には母親譲りの天真爛漫で優しい性格だが、厚子によれば「付き合う友人によって、性格や素行が影響されてくる」という。容姿は母親似。
厚子とは城南小学校の3年生のころからの親友。厚子と一緒にいたいがために厚子を追うようにバレー部に入部した。栄中学校から黒曜谷高校にスポーツ特待生として入学する。
本間豪徳と交際しはじめ、本間の主催する賭けバレーがメンバー不足になったことで、メンバーから「バレーが出来なくなる」と泣き付かれて、断れずにプレイヤーとして参加し、結果的に黒曜谷高校女子バレー部が謹慎処分を受け、他チームからヒール扱いされるきっかけを作る。賭けバレー以後も非合法ビジネスから手を引いた本間と交際を続ける。賭けバレー事件以後は周囲に迷惑を掛けたことを悔いて真面目に取り組むようになる。厚子は「やる気にムラがあるしサボり魔だが器用で穴がない」「栄中学校時代、うちのチームは奈緒で持っていたようなもの」と評する。作者によれば「チームの潤滑油」で、プレーも繋ぎを得意とし、器用さを評価されてユーティリティープレイヤー的に起用される。
長谷川 留弥子（はせがわ るみこ） / ルミ
声 - 小林ゆう
黒曜谷高校スポーツ科学科1年。9月28日生まれ、身長171センチメートル、体重54キログラム。ポジションはセンター。
実力・ルックスともに優れ、飴屋中学バレー部ではキャプテンを務め、アイドル選手として京極小雪と人気を分け合う。速攻やブロックは巧いが守備やオープン攻撃が苦手で、本人も自覚している。中学時代に一度だけ練のチームと対戦した際、本気を出さずプレーしていた練の実力を見抜いた。
バレーが上手い人に対してはすぐに夢中になり、白雲山中との試合でも小雪にサインをねだる。沙羅の大ファンを公言し、寡黙な沙羅を度々動揺させる。一人称は「ルミ」で、練や志乃らにもルミと呼んでほしいと願う。いつも笑顔を絶やさず、人懐っこく穏やかな性格。
実家は近くなく、自宅通学では寝坊で遅刻することもあり、寮生活をしている。母親は女優の組子。組子は子持ちであることを公表していなかったことから、隠し子報道がされて以降は小中学校でいじめられていた。そのことから、自分と同様に親のことが原因で苦労を重ねてきた志乃に対しては、特別な感情を抱いている様子。常に周囲への気遣いを欠かさないのは、いじめの経験から敵を作らないように無意識に予防線を張るため。「あきらめる」といった他人の言動に対しては普段から想像できない殺気立った表情で激昂するという悪癖を持つが、これもいじめ時代の影響である。
20歳近く歳の離れた男、堺田町蔵に片思いをしていることを公言し、町蔵から提示された結婚条件「春高優勝」を目標としているが、チームメイトは「目標達成しても、Vリーグ優勝など次の条件を持ちかけられる。暗に避けられているのではないか」と指摘される。
作者の通例として過去の作品から引き続き登場するキャラクターの1人。作者の前作『G戦場ヘヴンズドア』のヒロインである久美子（組子は芸名）は、高校3年生のときに主人公の1人である鉄男との間にルミを妊娠し、10歳の娘として最終話に登場する。両親の高校時代の同級生で前作のもう1人の主人公である漫画家の堺田町蔵に対し、「お嫁さんになってあげる」と持ちかけるなど世話女房的な様子が描かれている。久美子も中学時代にバレー部だったが、手首の故障で戦力外通告を受け引退している。以上から本作中での留弥子も、町蔵のバレー漫画に影響されてバレーボールを始めた漫画好きの女子という設定になっている。
陣内 笛子（じんない ふえこ）
声 - 桑島法子
黒曜谷高校女子バレー部監督。真理の黒曜谷高校時代のチームメイトで、春高優勝世代の正セッターでキャプテン。常に着物の喪服姿。
真理が事故死した日の春高バレーの準決勝の試合では、足を痛めていた真理にトスを上げ続けた。練からは当初「そのせいで姉ちゃんが事故死した」と敵視されていた。実際は、赤信号を横断する真理を制止しようと飛び出したが、聴力に難のある真理に声が届かず、笛子も足の靭帯を損傷。翌日の決勝戦では医師らが止めるなか強行出場し、真理の弔い合戦であるかのように、靭帯の故障を全く感じさせない完璧なプレーをしたことが仇となり、選手生命を絶たれた。これが原因で笛子は今でも片足が不自由で、常に杖を携帯している。監督就任にあたっては「怪我をしないこと」と（バレーを引退した後の生活への配慮として）、「赤点を取った者はレギュラーから降格させる」という指導方針を打ち出した。
高校進学で悩んでいた練は滋にその決勝戦のDVDを観せられ、バレーに集中することで真理の死を忘れようとしている自分を重ねる。笛子は真理の墓参りを毎日欠かしておらず、真理の墓前で泣き崩れていた練に声を掛け、黒曜谷高校にスカウトした。
白雲山学園バレー部の現監督である別所直樹とは16歳から交際を始め、部活動を抜け出して逢引をするほどの恋仲だったが、真理の死に遠慮して別所とは距離を置くようになった。普段は寡黙で無表情だが、別所との過去を話された際には赤面しながら狼狽する。
由良木 政子（ゆらぎ まさこ）
声 - 本田貴子
黒曜谷高校女子バレー部のコーチ。黒曜谷高校男子バレー部の由良木龍馬の姉で、顔はよく似ている。
春高優勝世代のレギュラーで、ポジションはセンター。その後Vリーグに参加していた。しかし腰の調子が悪く、療養のためにリーグを一時退団し、療養期間中にコーチに就任した。コーチ就任により、バレーを自分主体の視点ではなく俯瞰して見ることができたとしている。豪快な性格で、笛子の指導方針を「バレーを辞めた後のバレー」と評し、自分は飽くまでも勝利を求めるとしている。家業は江古田駅近くにある寿司屋「ゆらぎ」で、一応寿司も握ることができる模様である。

#### 女子バレー部春高優勝世代
現在女子バレー部の指導者となっている笛子、政子と、男子バレー部の監督に就任した榊監督は別項を参照。真理を頼りに春高出場を目指そうと、多数の生徒が黒曜谷に入学入部した。榊監督の地獄の特訓などで部員は10名程度まで減ったが、連帯感は人数が減ってからのほうがより強くなっている。練が日頃身に付けている四つ葉のクローバーをかたどったペンダントは、真理の形見。それは春高優勝世代のチームメイトが揃いで所持している物で、笛子や政子は今も身に着けている。
大石 真理（おおいし まり）
故人で、練の7歳年上の実姉。全日本ユースにも選抜されるオールラウンドプレイヤーで、黒曜谷高校のエースアタッカーとして全国的に注目を浴びる有望選手だった。春高の準決勝に勝ったその帰宅途中、風邪を罹っていた練のためにアイスクリームを買おうと寄り道をし、赤信号に気付かず横断歩道を渡ろうとして交通事故に遭い他界した。幼少時の怪我が原因で左耳の聴力が低く、真理の横断を制止しようとした笛子の声が届かなかったことも一因だった。この死は笛子にとっても深い後悔をもたらすものであった。
中学時代は練よりも少し背が高い程度だったが、高校では178センチメートルにまで成長していた。未散は「努力や苦労の壁を超えて強くなれる"例外"的選手」と評する。
練・滋・未散がバレーをしているのは真理の影響を受けたもの。チームメイトに「今、小学生男子に夢中」と公言し、滋や未散にキスをしたり、「将来は4人で一緒に住もう」と提案したりと、性格は大らかで変わり者だった。他人を否定しない性格で人望も厚く、和を最も大事にしていた。
物忘れがひどく、試合中でも身に着けている青い革の手帳にメモを取っていた。その手帳はアメリカ合宿時、当地の小学生だった唯隆子を庇うため彼女に譲り渡している。
作者によれば「真理のプレースタイルのモデルは木村沙織」だという。
村上 環（むらかみ たまき）
春高優勝世代のレギュラーでポジションはレフト。ショートヘア。現役時代は真理を目当てに黒曜谷に入学してきた1人。田上繭とは高校時代から犬猿の仲で、今でも嫌っているが、二人が並んだ時のブロックは鉄壁で、他校からは「カミガミコンビ」と呼ばれ恐れられていた。口調は男言葉。
現在は家業のスポーツ用品店「ムラカミスポーツ」旭谷店の店員で、寛治を婿養子に迎えて結婚しており、「鬼嫁」だと冗談交じりに自己紹介する。黒曜谷高校の運動用具などの備品納品業者となっており、店の経営は安泰な様子である。練が全日本合宿で離脱中の間、黒曜谷高校で臨時コーチを務める。生活態度は自堕落で食生活等も不摂生だが実力は健在であるため、政子からは身体を鍛えなおした上でのVリーグトライアウト受験を勧められている。
春高の準決勝前に、青滋学園の臨時コーチに就任。
田上 繭（たがみ まゆ）
春高優勝世代のレギュラーでポジションはミドルブロッカー。Vリーグの夕栗製菓に所属。高校時代から高い実力を持ち、全日本女子メンバー入りもしているが、彼女を嫌っている環に言わせると「政子の代わり」。常にクールでぶっきらぼうだが、その発言はチームのためを思ってのことであり、内心では誰よりも環らの実力を信頼している。
両親はすでに他界して身寄りがなく、全日本女子監督である真壁純一の後見を受けており、練が全日本合宿に選抜された一因は繭の口添えによるもの。真理から託された「オリンピックでメダル獲得」を生涯唯一の目標に据え、もしメダルを獲れたら「もうやることないから死ぬ」と練に公言する。
春高の準決勝前に、青滋学園の臨時監督に就任。
延友 知花（のぶとも ちか）
春高優勝世代のレギュラー。現役時代は低い位置で束ねたポニーテールだが、現在はウェーブの掛かったロングヘアで左右で束ねている。延友信玄の後妻で、厚子の義理の母親。真理の法事で妻と死別していた信玄と出合い、結婚する。旧姓は不明。
厚子に受け入れてもらうために色々と努力するが、反発される。しかし、彼女自身は裏表なく真正面から反抗してくる厚子には好感を抱く。厚子のプライドを傷付けないように春高優勝メンバーであることを隠していたが、のちに厚子が庭で慣れないライトのポジション練習をしているのを見かねて指導する。
春高決勝戦を除いては何時も笑顔で、性格はおっとりとしているが、笑顔で「呪いだ」などと口にすることから、政子や環に怖がられる。霊感が強く、写真に写った学を指し「真理のように強くなる」、鏡子を「チームに強運をもたらすが、周囲の穢れを一身で受け止めていて相当身体が弱い」と予言・指摘する。

#### 男子バレー部
千石雲海が2年時の世代は春高決勝戦で長崎県の大賀工業高校と戦い、準優勝。全国レベルの強豪チームだが、決勝戦の常連というほどではない。マスコットはバボアちゃん。部員は少なくないが、一部の部員が頻繁に登場する。
千石 雲海（せんごく うんかい）
声 - 杉山大
黒曜谷高校スポーツ科学科3年。男子バレー部主将でポジションはウイングスパイカー。
全日本ユースのメンバーで、将来的には全日本のエースも期待される有望選手。高校生には見えない老け顔で、性格も豪快であると同時に、キャプテンとしての指導力やリーダー性も発揮する。膝の痛みを抱えており、3年時のインターハイでは膝痛のため100%のプレーができずに終わる。
父親が犬神家専属の庭師であることから、鏡子や沙羅とは幼馴染である。鏡子に対して隠しつつも、特別の感情を持っている。
「月刊バレー天国」（定価980円）の愛読者で、バレーボール川柳コーナーの常連投稿職人。一度だけ佳作を受賞したことがある。
由良木 龍馬（ゆらぎ りょうま）
声 - 浪川大輔
黒曜谷高校スポーツ科学科2年。ポジションはセンター。由良木政子の弟。
千石雲海から次期キャプテンに指名されている優秀な選手。自称天才。滋への愛情表現として、松花堂弁当を軽く凌ぐほど絶品の味と噂される似顔絵入り弁当を持参し、滋の目の前で自分で食べる、ところ構わずセクシャルハラスメントまがいの行為におよぶなど、言動は常識を少し逸脱していて、1年生女子バレー部員からは少し避けられる。鎌倉沙羅に思いを寄せていたが当初は相手にされず、じょじょに普段のキャラクターとは異なる自分の真剣な気持ちを伝えることで、その距離を少しずつ縮めていく。
滋の疾患（網膜色素変性症）については早くから把握し、滋が選手として活動困難となっても特待生待遇で黒曜谷高校に残れるよう、鏡子を通して理事長の犬神了子に依頼したり、次セッターとして未散を鍛えるため「浦見」という偽名で社会人に変装して地域（練馬区）の旭谷たんぽぽバレークラブに参加する、といった配慮もする。
実家は寿司屋。姉の政子を恐れており、言うことには逆らえない。
図子 一平
黒曜谷高校2年。レギュラーで背番号7。背は高くない。他のメンバーとは同じデザインだが配色が違うユニフォームを着ている。つまりポジションはリベロ。
伊佐坂 敏郎（いささか としろう）
黒曜谷高校2年。おかっぱ頭と眼鏡タラコ唇の男子。千石の世代では補欠。
上村 正（かみむら ただし）
黒曜谷高校2年。太っていて丸刈りの男子。
三國 智之（みくに ともゆき）
黒曜谷高校スポーツ科学科1年。黒曜谷高校を運営している遊園地「しじまえん」を傘下に持つ三國財閥の御曹司（長男）。西中学出身。黒曜谷高校の入学試験は学に次ぐ第2位で、入学式では学と共に総代を務めた。黒曜谷高を志望したのは、幼少時から尊敬し憧れの選手でもある千石雲海がいたため。中学バレー大会MVPの実力者で「ジュニアの貴公子」と呼ばれており、実力も1年男子の中で頭抜けている。
部室に収まらないほどの掃除道具を女子バレー部に贈ったり、練習試合に来た桃園女子学園にモルテンのボールを10ダース進呈しようとするなど、どこかずれているところがある。自他ともに認める鈍感な性格が逆に幸いして、試合ではミスを引きずらない強さがある。前述の設定や整った顔立ちのため一般女子からのファンも多く、紳士的で性格もポジティブかつ爽やかだが、それが過剰なために一部からは変人扱いされている。未散は「無駄にマジメで無駄に熱い」と評する。作者によれば「キャラクターのイメージは松岡修造」だという。
何かにつけて練の行動に感心し、当初は練に好意も持つが、先輩である滋との関係を知ってからは2人の恋を応援するようになる。鏡子との縁談を互いの両親から勧められはするが、鏡子のことは「姉のような存在」「気高い人」と評し、婚約には消極的。歯に衣着せずものを言う未散や志乃、そして男子バレー部の仲間にはとても好感を持ち、志乃のことは「唯一の女友達」と語る。志乃が自らに好意を持ち始めていることには全く気づかず、未散らに指摘されてようやく把握し狼狽するという鈍感ぶりをみせる。
子供のころに七夕の短冊に書いた願い事は「バレーが上手いお嫁さんをもらえますように」というものだった。
榊 忠孝（さかき ただたか）
黒曜谷の男子バレー部監督。風貌は白髭に長髪の好々爺といったイメージ。真理の世代では女子バレー部の監督をしており、その当時はかなり厳しい監督だった。しかし、「監督人生で一番悲しい出来事」と語る真理の死をきっかけに、現在は仙人のように落ち着いている。

#### 黒曜谷バレー部員の家族
三國 広之（みくに ひろゆき）
声 - 福山潤
三國智之の弟。開布中学校3年生で、次年度は黒曜谷高校に入学し男子バレーボール部に入部して春高を目指す予定。
整った顔立ちで、厚子は広之を女子と見間違えるほど。爽やかな性格の持ち主だが、リムジンにバラを携えて延友をデートに迎えたり、女装して賭けバレーに参加するなど、兄と同じく若干ずれた感覚を持っており、賭けバレーの運営組織の買収提案や志乃の父への業務提携など、三國の政治力を背景とした若干短絡的で強引な行動を取ることが多く、しばしば兄に諌められる。また、三國家の配下にある犬神家とその関係者とは幼少のころより確執があり、その対応は辛辣で腹黒さが垣間見られる。本人は「僕は基本的に他人を信用していない」という。それほど計算高い人間であるが、兄のことは心から尊敬しており、彼の行動基準の根幹は兄や三國家の将来のためである。
兄と違い身長はかなり低いが、バレーのセンスは兄以上と言われ、兄に続いて中学生MVPのリベロ。その実力は作中の登場人物すべてが認めるほどの腕前であり、作中では味方のレシーブを直接バックアタックで決める、Aキャッチ（セッターが動かずともトスを上げられる位置にレシーブを返す）を連発するといった非凡さをみせる。リベロ転向に踏ん切りのつかない志乃をその雄弁で説得し、リベロとしての特訓を施す。
電車での通学途中、同級生に賭けバレーの観戦チケットの購入を迫られているところを厚子に助けられて以来、厚子に好意を抱き、交際条件として厚子から提示された「引きこもりの小田切明を外に連れ出す」を強引に成功させる。子供のころに七夕の短冊に書いた願い事は「総会屋に負けぬ強いお嫁さんをもらえますように」というものだった。
三國 芽衣子（みくに めいこ）
三國財閥の会長 (CEO) で、智之・広之兄弟の祖母。普段は壱甲斐・似田ら私設SPを連れて行動するが、自分のことは自分でやりたがる性格。同じトレーニングジムに通っている青滋学園の雨宮摩耶と面識があり、似田曰く「曲者同士」。
「日本バレーがオリンピックで金メダルを獲得」することを悲願としており、様々な長期的育成計画を練って人材配備や資金提供など権謀術数の裏工作を仕掛けている。息子（幹弓弦）の派遣もその一環。
大石 遼太郎（おおいし りょうたろう）
練の父親で、銭湯「おおいし」を経営している。練に対しては突き放した発言が多いが、その実は気に掛けていて、練に何かが起こると落ち着いていられなくなる。照れ屋で、素直に感情を表せない。典型的な「江戸っ子」。
大石 のり（おおいし のり）
練の母親。夫の意見を否定せずに立てる良妻で、真理を亡くした際も気丈に振る舞って夫や練を励まし続けた。
ニコ
大石家の飼い猫。生後まもないころに北江古田公園に捨てられているのをミチルと練が見付け、大石家で飼うようになった。飼うのを反対した父が最もよく世話をしている。
式島 勝（しきしま まさる）
滋・未散の父親。式島整骨院を営み、都内でも有名な整体師で、有名なプロスポーツ選手も診ている。次男の未散に対しては放任主義であるにもかかわらず、長男の滋には厳しく接していたが、それは自身の遺伝によって滋がいずれ視力を失うことになっても「普通の暮らしが出来る」ようにするためであり、それなりの収入があるにもかかわらず家や医院を改装しようとしないのも、滋の感覚を混乱させないようにという親心である。
式島 百合子（しきしま ゆりこ）
滋や未散の母親。美人で、今からでも弟か妹ができるかと思うほど夫婦仲は良い。家族で滋の春高決勝へ観戦に行くが、黒曜谷バレー部の知識はまったく持っていなかった。
小田切 明（おだぎり あきら）
学の弟で1歳下。学と同様に高身長で学業成績も非常に優秀。当初（単行本第2巻時点）は小田切家の自室内に引きこもりの不登校状態。自室では漫画執筆もしており、画力は学をはるかに凌ぐ。容姿は母親似。学が家にいないと母親に暴力を振るうため、学は高校の寮に入りたいもののためらっていた。
未散が小田切家をたびたび訪問してドア越しに明と交流することで、学は入寮できるようになる。加えて、長谷川鉄男・留弥子父娘との出会いや、開布中学校でのクラスメイトである広之の体を張った謀略によって心を開いてゆき、引きこもりの不登校状態から脱する。
小田切 誠（おだぎり まこと）
学の父親で、菅原総合病院に勤務する眼科医。滋の主治医。娘の学を病院に呼んで視力の検査などをときどき行っている。
小田切 道江（おだぎり みちえ）
学の母親で主婦。ひきこもり状態の明を世話していた学が不在の時には代わって世話をしていたが、暴力を振るわれることが多かった。未散が中学校時代に遊び回っていたという噂から、学が未散を自宅に連れて来たことにあからさまに不快感を表す。しかし未散の社交力により打ち解ける。
犬神 了子（いぬがみ りょうこ）
鏡子の母親で、私立黒曜谷高校の理事長。鎌倉財閥は本家（三國財閥）の商売敵であったが、自らを頼ってきた旧友の海羅と沙羅を保護した。幼少時の鏡子・沙羅・雲海にバレーボールを勧め、また同校にスポーツ科を創設することを約束している。特待生を受け入れ、鏡子の希望に応じて投資を行なうなど部活動のサポートにも積極的だが、良い結果を出せない受動的な特待生に対しては容赦がない実力主義者。
かつては雲海の父を好いていた。雲海についても高く評価しており、鏡子と雲海の関係も把握しているが、娘の虚弱体質が雲海の足手まといになることを憂慮して、いずれは鏡子を三國家（智之）に嫁がせたいと考えていた。しかし練が全日本チーム入りして以降は、練が全日本で活躍し黒曜谷高校の名声が上がることを交換条件に、鏡子と雲海との恋仲を認めるという考えに変化する。
鎌倉 海羅（かまくら みら） / ミラ
沙羅の母親。鎌倉財閥の長女だが、駆け落ちして結婚したため、鎌倉家からは勘当されている。
その後、アルコール依存症に陥った夫（槌家）の家庭内暴力に耐えかね、幼少の沙羅を連れて家を出て、高校時代の学友である犬神了子を頼る。以後は犬神家で料理長を務めており、鏡子のアレルギー皮膚炎改善に貢献する。
早坂 恵子（はやさか けいこ）
奈緒の母親。美容師で、江古田駅の近くにある美容院「ヘアスラング」で働いている。そしてこの店を奈緒・厚子・学が利用している。厚子は大人のなかでは恵子にだけ心を開いている。生前は真理も恵子の美容室を利用しており、学がヘアスタイルをショートに変えた際、同じ長身ということから真理のヘアスタイルと同じにした。しかし恵子は真理の名前も死も知らないでいる。
早坂 悟（はやさか さとる）
奈緒の6歳上の兄。少年時から野球をやっており、大学野球で活躍中。厚子の初恋相手だが、大学4年生時に愛子と婚約。
延友 信玄（のぶとも しんげん）
厚子の父親。能願寺の住職。真理の法事を執り行なった。その縁で真理のチームメイトだった知花と知り合う。厚子の生母とは7年以上前に死別しており、現在はかなり歳の離れた知花と再婚している。そのため「ロリコン坊主」との噂が立っており、厚子はそのことで閉口する。
伊丹 耕平（いたみ こうへい）
志乃の父。ヤクザではなくカタギだが、外見はそう見えない。テキヤのアルバイトで菱巻組の組長に気に入られて交盃を迫られていたが、組長の娘の綾乃と恋に落ち、関東方面に駆け落ちをした。組長は別れさせようと組員を使い画策したが、逆にその組員も惚れ込んで協力するほどの大きな器の持ち主。最終的には組長も折れたことにより耕平と綾乃は神戸に移り住むようになった。「柴嶋重工」を設立したが、志乃が中学生のころに組の跡目争いに巻き込まれインサイダー取引に陥れられて逮捕されたことがある。
伊丹 綾乃（いたみ あやの）
志乃の母。耕平と結婚してカタギとして暮らしているが、見た目は見るからに極道の妻。
長谷川鉄男（はせがわ てつお）
長谷川留弥子の父。作者の前作『G戦場ヘヴンズドア』のもう一人の主人公。
町蔵との合作で漫画賞受賞したあと、単独で「週刊少年ファイト」にて「桜の道」を連載し、一躍時の人となるが、利き腕を負傷して漫画家の道を断ち、父のいる高学館で編集者となる。挙式後、「週刊少年ファイト」に異動し、町蔵の担当としてともに生み出した漫画が「エドガワ排球団」であり、エド球を少年ファイトの看板作品に育て上げるなど、辣腕ぶりを発揮している。父である阿久田鉄人は編集長。
16年前と違い温和さがあるものの、漫画のプロを目指す明に対して覚悟を促し、幅広い教養と体力をつけることを提言するなど、職務に対しての姿勢時には昔の厳しさが垣間見える。久美子と町蔵との関係は本人によれば「不倫以上」だという。
長谷川久美子（はせがわ くみこ）
長谷川留弥子の母。芸名は「組子」。作者の前作『G戦場ヘヴンズドア』のヒロイン。高校時代の短髪と違いロングヘアとなっている。
高校3年生のときに鉄男との間にルミを妊娠したが、市原が設立した劇団「松屋文庫」の看板女優であり、鉄男も忙しかったため、29歳でゴシップ雑誌に報道されるまで留弥子がいることを公表できなかった。発覚後に式を挙げている。久美子も中学時代にバレー部だったが、手首の故障で戦力外通告を受け引退している。
忙しいなか、時間を見つけて料理を作るなど娘への気遣いは多かったが、ルミが町蔵と久美子の関係を気にして、本当のところで母娘の対話はできていなかった。のちに互いのことを吐露する。
菅原（すがわら）
菅原総合病院の院長で、留弥子の母方の祖父。菅原病院は上野にあり、学の父、勝が眼科に勤務する。菅原の妻は、学に対してファッションモデルとしてスカウトしているようである。

### 他高校

#### 白雲山学園
千葉県にある中高一貫の私立女子校で、中等部・高等部ともバレーの名門。中等部の制服はブレザー。バレー部は他校生との会話が禁止され、全寮制で無断外出禁止（ただし高等部のみ、近隣の者に限り通学可能）。高身長の選手を優先する学校方針で、中等部で低身長だった選手は高い能力を持っていても高等部への進学において「足切り」と称して進学に優位的な扱いはしない。その結果、幼少時から高身長である攻撃型の選手が多く高等部へ進学する傾向にあり、守備が手薄。高等部は春高のベスト4の常連で、3年生は実業団や全日本のチームに参加するようになるため引退状態となり、レギュラーは実質的に2年生となる。バレーボール雑誌の白雲山特集の号の表紙は、森繁・柴田・新田・隆子・千代・小雪の6人の集合写真。
春高バレーは第3シードで出場。準決勝で千歳緑に勝ち、決勝戦で黒曜谷と対戦する。
唯 隆子（ゆい たかこ）
高等部1年。高等部での主なポジションはオポジット。
かつて旭谷小学校に転入してきて、練の猛練習に唯一余裕で付いていけたプレイヤー。蜂谷千代は「今まで戦った中では練と隆子のコンビが最強だった」と評する。転入してわずか3か月後に海外へ移住したため、日本の中学へ進学せず、練たちの中等部入学試験ボイコット騒動とは無縁である。そのため中学生当時の練は隆子を唯一の親友と考えていた。一方で、教室の机で居眠りをしている練に密かに未散がキスをしているところを携帯電話のカメラで盗撮し、それを滋に見せると未散に脅迫して交際を迫り、未散に好意を抱いていたチームメイトの赤坂南にその盗撮画像をメールで送信するなど、その行動は欺瞞に富む。
高校進学時にアメリカから日本に再帰国し黒曜谷高校の一般推薦入学試験を受けたが、笛子のチーム編成の考えで合格はさせなかった。結果的に特別推薦枠で白雲山高校に入学。身長は小学校時代から高かったが高校1年時では180センチメートルを超えており、身のこなしも軽く、白雲山に入学した帰国子女選手としてバレーボール雑誌で特集記事になるほど。現在は学校付近で1人住まいをしており、賭けバレー観戦で再会した未散には恋人として部屋の合鍵を渡す。クォーターで、激怒した場合には英語で怒号を発することがある。
その身体能力の高さは叔父の熱狂的なバレーボール好きが大きく影響している。親に捨てられ養護施設に入っていた自分を引き取り育てた叔父の自分に対する評価はバレーボールでの結果がすべてであり、否応なくバレーボールに打ち込まざるを得ない状況に置かれていたため。本来はマイペースでスロースターター、やる気にもむらがあるが、叔父が観戦していると知るや余裕がなくなり、全力でプレーせざるを得なくなる。
旭谷小学校への転入前（カリフォルニア州の小学校在学時）に、アメリカ合宿に来ていた全日本ユース時代の大石真理と面識があり、隆子は自分に優しくした真理に憧れていた。また一方で、当時無断で真理の手帳を持ち去ろうとした行為を今でも後ろめたく思っている。自分と同様に「真理とバレーボールが全て」であった練に共感を抱いており、将来は自らが真理の代わりとなり、練と式島兄弟との4人で幸せに過ごすという暮らしを夢見ている。
蜂谷 千代（はちや ちよ）
高等部1年。黒曜谷高校の蜂谷由佳とは従姉妹。中等部では、チーム内でも最も実力のあるプレイヤーと目されていた。
小学校6年時に全国大会で旭谷小学校と準決勝で対戦し敗退している。また小学生時代は旭谷小の隣の学区に住んでいたことから、練の実力と「狂犬」ぶりはよく知っており、中等部でやる気を出さずにいた練のことを（その理由は知らないながら）「猫のふりしてる虎」だと公言し、不用意に練に親身に付き合おうとしている小雪に対して警告していた。練に対し強いライバル意識を持っているが、指摘されると焦って否定する。滋に好意を抱いており、また由良木政子の大ファンで、髪型も春高時代の彼女を意識している。滋や政子の前では積極的なアピールする行動が多く、自分に対する反応を気にしているが、まったく関心を持たれていない。きつい口調で直情的な性格。言いたいことは隠さず、練にもはっきり本音をぶつけるため、中等部時代の練は千代に好感を抱いていた。
京極 小雪（きょうごく こゆき）
高等部1年。
中等部時代はキャプテンで全日本ジュニア選手。飴屋中の長谷川留弥子と並ぶ中学女子バレーのアイドルでマスメディアからの取材も多かったが、実力が伴っていないと自覚しており、アイドル扱いされることを負担に感じていた。またキャプテンという立場上、誰にも気を許せないことに辟易していた。そんな中、自分にアドバイスをする練とは友達になれそうだと思っていたが、夜中に偶然練の自主練習を目撃し、練が本当の実力を隠していることに気付いて練に疑心を抱くようになる。飴屋中との練習試合で、実力不足に対する焦りと練への対抗心から、トスが乱れ練の方面に上がったボールを無理に自身でスパイクしようとして練と接触・落下し左足を負傷する。その際に練に対して皮肉を言う。その後は練への言動を後悔し続け、練が黒陽谷高校へ転校すると知った際には練の自宅まで押し掛けて練を説得しようとするが結局間に合わず、後悔で号泣する。練は「小雪は少し面影が姉ちゃんに似てた」という。
高等部に進学したあとも自主練習にも励み、成長する。基本的に穏やかな性格。全日本女子メンバーである高山田淳子のファンで、髪型を少し真似ている。
日置 真帆（ひおき まほ）
セッター。別所監督は「1年生の精神的支柱」と評する。笛子に「安定感があり、スパイカーに優しい球を上げている」と評される。

渋谷 真希（しぶや まき）
高等部1年生。ポジションはライト。
森繁 フミ（もりしげ フミ）
高等部2年生でキャプテン。ポジションはセッター。朱雀高の寺沼理香を慕っており、彼女の手紙や写真を持ち歩いている。元全日本ジュニア選手で、Vリーグ（西レ）に内定済み。
柴田 あかり（しばた あかり）
高等部2年生。伊丹志乃と同じく関西出身で、山吹矢高校の柴田このみは妹。多弁で、自分と伊丹を知らないと「モグリ」だという。志乃が知られたくない志乃の身辺状況を知っている。
新田 静香（にった しずか）
高等部2年生。
別所 直樹（べっしょ なおき）
高等部のバレー部監督。学校の過剰な高身長優先主義には疑問を持っており、低身長ながら高い実力を持つ練の高等部進学を推していた。大学4年時に当時高校1年生の笛子と交際を始めたことから、今でも周囲から「ロリコン」と囃し立てられる。真理の事故死に責任を感じた笛子は別所と距離を置くようになったが、別所は今でも頻繁に笛子を口説く。黒曜谷監督として春高優勝を狙う笛子に対して「春高で白雲山が黒曜谷を負かしたら結婚して欲しい」という賭けを持ちかけ、笛子に了承させる。
米田 真治（よねだ しんじ）
中等部のバレー部監督。部員の「足切り」判断に対して、高等部からの圧力を受けないよう中等部の選手を守る堤防となっている。練に例外的な扱いを求める別所に対しても「本気で取り組んできた秀才たちを差し置いて、やる気のない天才（練）を選びはしない」と返答し、練に対する特別扱いを拒否する。隆子のおじからは「なぜ大石を手放したのか理解に苦しむ」と批判されるが、練が黒陽谷高校に入ったことでさらに能力を開花させていることから、別所からは「米田監督の判断は結果的に正しかったと思う」と評される。

#### 朱雀高等学校
神奈川県にある中高一貫の進学校で女子バレー部の実力は全国レベル。春高優勝世代の黒曜谷高校とは春高決勝戦で対戦しており、大会史に残る点差で大敗している。槌家監督の方針により、チーム全員の能力を均等化させるバランス重視のチーム作りを行なっており、他校からは「リズムを崩されやすく、やりにくいチーム」と評されている。OB・OGを中心とした父兄の後援が強力で、かつて大敗を喫した黒曜谷高校に対するリベンジ意識が強い。
春高バレーは準々決勝で黒曜谷と対戦。2セット目まで接戦だったが寺沼の退場と黒曜谷のセンター線が盤石なこともあり3セット目25-0の完全試合で敗北する。
寺沼 理香（てらぬま りか）
高等部2年生でキャプテン。元全日本ジュニア選手。何事にも真面目でカリスマ性があり、チームの意思統一に貢献している。長崎県の大賀工業高校に通う幼馴染（先坂）と遠距離恋愛中。
中学時に膝を大怪我して挫折を味わい自暴自棄になり、一時ヤンキーと化していたが、不良に絡まれていた厚子と奈緒を助け激励するなどの武勇伝も残している。その後、槌家にスカウトされ朱雀中等部へ転入しバレーを再開。高等部でも膝は完治しておらず、普段は無理せずプレーしている。
雨宮摩耶の謀略により、「中学時代はレディースの総長だった」という過去が各所へ暴露され一時チームが瓦解しかけるが、自らレギュラー辞退およびVリーグ（西レ）内定辞退という落とし前を付け、加えて練がインタビューで敢えて朱雀高校を貶し悪役を一手に引き受けたことで理香への中傷は収まり、事態は収拾する。
有栖川 幾重（ありすがわ いくえ）
高等部2年生。ポジションはセッターで副キャプテン。一人称は「ボク」。
裕福な有栖川家は三國家と縁戚関係があり、智之や広之の婚約者候補としても名が挙がっている。また有栖川家からの寄付金により、理香ら特待生の活動が可能になっている面もある。槌家監督の方針を受け入れず部活動を放棄したが、理香のために退部や転校はせず幽霊部員化していた。摩耶の謀略をいち早く察知・分析し、対応する策士。理香への中傷収拾後、チームに復帰する。
理香とは無二の親友同士で、セッターとして高い実力を持ち、理香から最も信頼されている。「アタッカーに厳しい（打ちやすいトスでなく、打てれば必ず決まるトスを上げる）セッター」をポリシーとし、信頼できるアタッカーを試合で重用する傾向がある。
完蛇田 しえ（かんだた しえ）
高等部1年生。背番号13。試合中に知人の観客に笑顔を振りまいたり、試合開始直前まで携帯電話でメール閲覧をして理香に窘められたり、雨宮摩耶の謀略に嵌って他チーム情報を集めてそれを漏らしたりと、言動は軽挙で幼稚なところがある。これらによって理香の逆鱗に触れ、過去に携帯電話を2度も破壊されている。
プレーでは模倣が得意で、黒曜谷戦では練のサーブを真似てサーブポイントを連取している。
久茂（くも）
高等部1年生。しえと行動をともにすることが多く、同じく軽挙な面がある。
阿部礼子（あべ れいこ）
高等部2年生。幾重が幽霊部員化して以降は正セッターとしてチームを支えていた。2年次の春高では途中まで怪我で離脱していたが、3回戦後に復帰。理香や幾重と比べれば至って常識人で、完蛇田たち後輩からも慕われている。
槌家（つちや）
高等部の女子バレー部監督で、鎌倉沙羅の実父。
過去に実業団や全日本チームも率いた名監督だが、妻（海羅）とは駆け落ちの形で結婚したため、妻の本家（鎌倉財閥）から仕事上の嫌がらせを受け、ストレスでアルコール依存症となり、妻への家庭内暴力に至り、妻と幼少時の沙羅は家を出た。後に三國財閥会長から「妻子は犬神家で保護し、依存症治療や監督業復帰も支援する」代わりに、朱雀での監督就任およびチーム強化を要求される。
三國財閥会長の要望（膝に不安のある理香だけに頼らないチーム作り）と相反するポリシーを貫く幾重を戦力外として放置していたが、レギュラー辞退した理香を翻意させるために折れ、幾重の復帰および試合での起用を公言する。人を食った物言いをするが、相手チームに対する分析や試合での指示は的確。

#### 桃園女学園
杉並区にある高等学校で、練馬区にある黒曜谷高校とは比較的近隣。桃園は「ももぞの」と読む。賭けバレーで謹慎中の黒曜谷女子バレー部が最初に合同練習を行う相手で、女子バレー部は当年に部員がやっと6人（その内、3人以上が1年生）になったことから、チーム維持を優先し保守的である。女子高であるうえに男女交際禁止となっており、男子に対して普通ではいられない。チームの実力は黒曜谷1年生チームよりも低い。以降も練習試合などで交流があり、冬季大会には黒曜谷高校の応援に駆けつけるなど、親睦が深まる。
葛原 若菜（くずはら わかな）
女子バレー部キャプテン。情報通だが、情報が男女関係に偏りがちで、しかも噂を信じ切っている。他の部員と同様に男子に対して接触の機会が少ないことから男子と接することに特別な感情がある。しかしバレーに対する思いは人一倍で、悪い噂に振り回されるのも部員の少なさから予防線を張っているため。しかし言動に問題があることも事実で、それを緩和させるために責任感などを持たせる対症療法としてキャプテンに抜擢された。
平沢 累（ひらさわ るい）
女子バレー部副キャプテン。人格者で、葛原と違い常識人。
丸岡 夢子（まるおか ゆめこ）
黒曜谷高校との練習試合で、床に付いた汗で滑って転倒した際にサラからレース付きのハンカチを手渡される選手。その返礼に、冬季大会ではレース付きの横断幕を作って黒曜谷高校を応援する。
キヨ・マコ
1年生。厚子や奈緒と同じ城南小学校の同級生で、城南小バレー部では2人のチームメイトだった。
赤坂 南（あかさか みなみ）
旭谷小学校では練と同級生で元チームメイト。当時は未散に片思いをしており、練とともに白雲山中等部からのスカウトを受けたが、隆子から送られてきた写真によって練と未散が恋仲であると誤解し、嫉妬して練には内緒で推薦入学の面接試験を辞退した。辞退理由を練に問い詰められ「多分みんなもう、練とバレーボールするのウンザリなんだよ」という不確かな釈明をしたため、練の心的外傷をさらに広げる結果となる。
中学ではバレーを辞めて別の男子と交際しており、当初はどの高校にも進学しておらず、本間豪徳が主催する非合法の賭けバレーに参加していた。しかし彼女も罪悪感を持ち続けており、賭けバレーで練と再会したあとには未散と練に対して真相を打ち明ける。1年間の浪人を経て、桃園女学園を受験することを決意する。

#### 青磁学園
埼玉県にある高等学校。旭谷小学校時代に練のチームメイトでレギュラーだった4人が女子バレー部に在籍しており、4人とも小学生時代から実力が高い。学区が別々だったため彼女らの出身中学校は各々異なるが、ともに青磁学園を受験して現在に至る。
春高バレーは3回戦で琥珀、準々決勝で紫苑に勝利し、準決勝で黒曜谷と対決。フルセットによる激戦の末、黒曜谷に惜敗した。
雨宮 摩耶（あまみや まや）
1年生。旭谷小学校では練とチームメイトで、学らともクラスメイト。ポジションはセッターで、4人の中心的存在。
紗椰という姉がいた（故人）。痛みや疲れをあまり感じない体質。
自室の壁には練の写真が（練と関連する人物の写真も一部）びっしりと貼り詰められており、練に対する異常なまでの執着が見て取れる。しかし他者にはその素振りを一切見せることはない。他校の選手を利用して扇動したり、ネットでの悪評流布といった謀略までも用いて練や他チームに影響を与えるべく暗躍する。学が小学生時代を回想するシーンでは、摩耶が扇動した男子児童たちが学をいじめようとしている描写もある。
火野 あすか（ひの あすか）
1年生。旭谷小学校では練とチームメイト。ポジションはレフト。
普段は極端に卑屈で悲観的だが、摩耶に「天才」などとおだてられた際はコート上で人格が一変し、狂喜的かつ攻撃的になる。
木根 良枝（きね よしえ）
1年生。旭谷小学校では練とチームメイト。ポジションはセンター。
摩耶が頼ってくることに喜びを感じ、摩耶のためにとプレーしている。
土方 亜莉（ひじかた あり）
1年生。旭谷小学校では練とチームメイト。ポジションはリベロで、練曰く「私よりレシーブ力ある。気持ちが伝わる」。母親は三國財閥会長の秘書。
場面緘黙症で試合中も無口だが、卓越した人間観察眼を持っており、三國会長からは摩耶の調査を依頼されている。
野口（のぐち）
女子バレー部監督。小太りで言動も頼りない印象。サボり癖もあり、部員たちからは影で「野グソ」呼ばわりされている。
2年前までは金糸雀高校の監督だったが、監督の立場を悪用して着服等の不正をしていた事実が理事長の耳に入り、辞職して青磁へ移籍している。
春高の準決勝直前に、三國会長の策謀によって青磁の監督も辞任させられる。

#### 千歳緑学園
東京都にある私立のバレー強豪校。千歳緑の読みは「せんさいりょく」。唐沢・扇田の2枚看板を中心とした、最高到達点の高い強打とジャンプスパイクサーブが武器の超攻撃型チーム。
春高バレーは東京都開催地代表で出場。第二シードのいるブロックを勝ち上がり、準決勝で白雲山と戦い敗北し3位に終わる。
唐沢 れおな（からさわ れおな）
2年生。ポジションはレフト。高い打点から切れのあるスパイクを打つ。普段は内気な性格で、一人でいることも多いが、試合では劣勢でも諦めない気迫を秘めている。冬季大会で自分を激励したルミに好意を抱く。容姿・名前のモデルは松井玲奈とされる。
扇田 樹里（せんだ じゅり）
1年生。ポジションはレフト。小学生時代に練の狂犬的プレーぶりを観て感動し、練と試合で戦って打ち勝つことを悲願にしていた。口調は体育会系。爆発力は凄いが、持久力のなさが課題。容姿・名前のモデルは松井珠理奈とされる。
田辺 由真（たなべ ゆま）
2年生。ポジションはセッターでキャプテン。髪はツインテール。技術や戦術眼に長けるが、駆け引きなしのパワー勝負を好む扇田たちに手を焼く。容姿・名前のモデルは渡辺麻友とされる。

#### 紫苑高校
東京都立の中高一貫校。高等部の女子バレー部の実力は関東最強クラスで、実業団入りする選手も多い。全国から長身の素人小学生をスカウトし、中等部で3年かけて育成する学校方針。このためセッターとリベロ以外は長身選手が揃っており、高いブロック力を持つ。
春高バレーは東京都第一代表で出場。優勝候補と評されるも江田のバレー留学が白紙になった件などチーム内はゴタゴタで、準々決勝で青磁にあっさり敗北した。
加橋 美奈（かはし みな）
ポジションはセッターでキャプテン。容姿・名前のモデルは高橋みなみとされる。
江田 松子（えだ まつこ）
春高の後にバレー留学を予定。容姿・名前のモデルは前田敦子とされる。
篠原 理麻（しのはら りま）
容姿・名前のモデルは篠田麻里子とされる。
板尾 基実（いたお もとみ）
ポジションはリベロ。容姿・名前のモデルは板野友美とされる。

#### 山吹矢高校
大阪の府立高校。中学までは全員が堺田町蔵のバレー漫画「エドガワ排球団」を愛する漫画研究会だったという異色のチーム。キャラクターのプレーやフォームを真似たり、また柴田の姉からバレーを教わるなど、そのバレー愛と探究心によって強豪校に登りつめた。
大阪府大会を勝ちあがり春高バレーは1回戦で黒曜谷と対戦。分かれていたチームはまとまるも自力の差で2-1で敗北。
柴田 このみ（しばた このみ）
1年生。身長152センチメートル。ポジションはレフト。白雲山学園の柴田あかりは1歳上の姉で、姉同様に快活な性格。中学時代の漫画研究会仲間をバレー部に誘った当事者で、チームの精神的支柱。春高出場選手中で最も低身長だが、ジャンプ力は脅威で最高到達点が非常に高い。
早乙女 花子（さおとめ はなこ）
1年生。身長168センチメートル。ポジションはレフト。チームの中では寡黙で、髪に隠れて顔はよく見えない。小学生時代は陸上部に所属し、走高跳で大会記録も出している。黒曜谷高校との対戦では、無駄のないスパイクフォームで練の琴線に触れるプレーを魅せたことにより、練を一時放心状態にさせる。
幹 弓弦（みき ゆづる）
女子バレー部監督。自称「今年から顧問を頼まれたバレー素人」。選手のために手作り弁当を持参するなど、いわゆる「女子力」が高いとされ、部員からは「ユズルちゃん」と呼ばれている。「楽しむ」ことにこだわりを持っており、バレーを楽しまない者に対してはかなり厳しい。芸能人と見間違われるほどの美男だが、漫画などのいわゆる「二次元」のキャラクターにしか興味がない部員たちからは関心を持たれていない。
苗字の「幹」は偽名で、実際は三國財閥会長（三國芽衣子）の息子。三國広之・智之の叔父にあたる。山吹矢バレー部監督に就任したのも母の指示を受けてのもの。

#### 墨日野高校
福岡県の強豪校。現・黒曜谷高校の女子チームと（性格などは異なるが）外見は瓜二つというドッペルゲンガーのようなチーム。高校の建物外観も酷似している。キャプテンの銀子（鏡子）、双樹（沙羅）、ユカリ（由佳）など、選手たちの名前も似ている。
春高バレーは2回戦で黒曜谷と対決。お互いに自分とにた相手を比べつつも一セット目は落とし、2セット目は粘るが最後は黒曜谷にストレートで敗北する。
小岩 素（こいわ もと）
1年生。ポジションはレフト。外見は練に似ているが、図太い性格で自信家。練同様に小柄で攻撃・守備ともに非凡。「勉学優先」という両親の意向でバレーを辞めた大学院生の「真実」という姉がいる。
大糊 遊（おおのり ゆう）
1年生。ポジションはセッター。外見は小田切学に似ている。「寄らば大樹の陰」的性格のため、キャプテンや実力者の素に媚びているが、自分本位な素に対して内心では鬱憤を溜め込んでいる。
解田 乾（かいだ けん）
自称「素の彼氏」。顔は式島滋に似ているが、軽薄な印象でオーバーアクション、人懐っこいなど性格は正反対。部員ではなく、バレーに関する知識もあまりない。弱視の弟がいる。

#### 琥珀学園
広島県の私立高校。元ヤンキーの荒くれ者が多く集まる、別名「龍虎愚連隊」。男子・女子とも春高に出場する全国最強クラスの強豪校だが、素行不良が原因で女子は全日本やユースチームに1人も選出されていない。各選手の容姿は『ダンガンロンパ』のパロディ。
3回戦で青磁と対戦。八百長で2年生の怠慢プレーと早々に鬼瓦がキャプテンを殴って退場し一セット目は大差で落とす。1年生が奮起し2セット目を取るも2-1で敗北する。
鬼瓦 桃子（おにがわら ももこ）
1年生。男子選手並のパワーを有する。中学当時からレディース総長だった寺沼理香を慕っている。中学時代に延友厚子と因縁があり、春高開会式では顔を見るなり厚子に殴りかかっているが、一方で陣痛の延友知花を急ぎ病院へ運ぶなどの任侠心もみせる。
武田 蘭子（たけだ らんこ）
2年生。キャプテンでポジションはリベロ。「春高で八百長試合をして負けろ」との脅迫文を受け取り、対戦相手である青滋の雨宮摩耶に相談を持ちかける。

#### 金糸雀高校
愛知県の中高一貫の私立高。金糸雀は「カナリア」と読む。前任の野口監督（現・青磁学園監督）に代わり、2年度前に就任した鍛治田丈監督・無地宮門匡コーチの指導方針（菓子持込禁止、スマホ使用制限、21時就寝5時起床）により部員の生活習慣を改善させ、前年には春高で優勝。その後は理事長方針によりさらに厳格な管理・監視体制となっており、他校からは「女子刑務所」と揶揄されるほど。ただし、頭髪や化粧など外見に関しては全くの自由。
春高バレーは前回優勝校として第一シードで出場し、3回戦で黒曜谷と対戦。雨宮の謀略でチームのバランスが乱れ、後半はまとまるも何もできずに2セット両方大差で落とし、ストレート負けを喫する。
舞棚 千以子（まいだな ちいこ）
2年生。現在の総部長。
菱井 澄子（ひしい すみこ）
1年生。現行の厳格監視体制維持を支持する「保守派」で、次期総部長候補。元は極度の潔癖症。
歯朶 新子（しだ にいこ）
1年生。禁則事項の緩和を求める「革新派」で、次期総部長候補。元は睡眠障害者。父親は同校の理事長。
堂夏 モカ（どうなつ モカ）
1年生。厚子・奈緒とは中学校時代の同級生で元チームメイト。当時は補欠で体型も太めだったが、金糸雀に入学後はスリムになり実力も増し、レギュラーのセッターとなる。被害者意識がやや強め。チーム内では「保守派」だが、雨宮摩耶から内紛狙いの謀略を仕掛けられる。

#### 藤黄学園
東京都の高等学校。チームメイトの鏡子・沙羅・由佳と仲違いして活動をボイコットし、転校した元黒曜谷高校バレー部の3名が所属している。鏡子らのプレー癖も把握しており、冬季大会では黒曜谷と大接戦を演じる。
芝 美沙子（しば みさこ）
2年生。鏡子たちの元チームメイトで、当時からポジションはセッター。鏡子が持病の喘息であまりプレーできないため、自らに人一倍の負担が掛かっていることについて不満をあらわにする。冬季大会後に鏡子らと和解する。

#### 浅葱高校
神戸市にある関西では有名なバレーボールの有力校。守備を重視したチーム作りをしており身長にかかわらず実力のある選手が起用されるため、関西の低身長のプレイヤーに人気がある。
春高バレーにも出場するが、2回戦で朱雀に敗北する。
生稲 ひより
志乃の中学時代の同学年生で、同じバレー部員だった。志乃を含め身長は高くなかったことから、浅葱高校に進学した。

#### 大賀工業高校
長崎県にある。全国でも名の知れた男子バレーの強豪校で、何度も全国優勝している。以下は、千石雲海の代で春高決勝戦で対戦した世代。
先坂 健一（さきさか けんいち）
背番号1でキャプテン。寺沼里香とは幼馴染。
立花 実（たちばな みのる）
背番号4。
堂本 博美（どうもと ひろみ）
背番号6。

### 全日本女子バレー合宿 招集メンバー
文中のかぎ括弧内は第79話に掲載されているキャッチコピー。田上繭、唯隆子、大石練は別項を参照。本来の全日本メンバーには下記に加え、怪我で離脱中の選手および海外リーグ所属組がいる。
桐生 翔子（きりゅう しょうこ）
バレーボール全日本女子チームの現キャプテン。「トリッキー系スーパーセッター」。Vリーグではチームの穴を埋めるべく各ポジションをこなしているが、全日本ではセッターを務める。
招集された練たち高校生4人をいきなり全裸で出迎えるなど、行動はかなり突き抜けている（服用中の抗うつ薬の影響らしい）。現在は気さくな性格だが、過去オリンピック出場権を逃したときに高明寺とともに戦犯扱いされ、一時引退にまで追い詰められた過去を持つ。その後、高明寺の激励によりうつ状態から立ち直る。高明寺とは私生活でも同居中らしい。
容姿・名前のモデルはゴールデンボンバーの鬼龍院翔。
高明寺 十夜（こうみょうじ とよ）
全日本女子チームの現メンバー。「ヅカ系カリスマエース」。
エースアタッカー格ゆえに相手チームからサーブで狙われることが多く、高明寺1人がチームレセプション（サーブレシーブ）の約半分を担っている。
容姿・名前のモデルは喜矢武豊。
高山田 淳子（たかやまだ じゅんこ）
全日本女子チームの現メンバー。ポジションはライト。「おネエ系世話焼きライト」。
田上や垂水沢と共に、Vリーグ5連覇中の夕栗製菓に所属。フローターサーブの変化量は全日本チーム屈指。
容姿・名前のモデルは歌広場淳。
垂水沢 研子（たるみざわ のりこ）
全日本女子チームの現メンバー。ポジションはレフト。「くいしんぼう系パワーアタッカー」。
男子選手も顔負けの筋骨隆々ぶりで、大食い。
容姿・名前のモデルは樽美酒研二。
熊乃井 りの（くまのい りの）
高校3年生。練らとともに全日本合宿に追加招集された高校生4人のうちの1人で、Vリーグに入団内定済み。「アイドル系タワーセンター」。
195センチメートルと一際高身長だが、口調はやや頼りなく、高校生4人の中では最もレセプション練習で苦戦する。偏食癖あり。
容姿・名前のモデルは熊井友理奈。
来杉 秀美（きすぎ ひでみ）
高校3年生。練らと共に全日本合宿に追加招集された高校生4人のうちの1人で、Vリーグに入団内定済み。ショートヘアでそばかすが目立つ顔。「知的系出来過ぎセッター」。
合宿では常にメモを取り記録用ノートPCやタブレットを持ち込むなど研究熱心で、サプリメントや全日本女子現役選手に関する知識も豊富。
桐生翔子の大ファンで、中学生時代から追っかけをしている。
真壁 純一（まかべ じゅんいち）
バレーボール全日本女子監督。「知略系にこやか監督」。モデルは眞鍋政義で、本作での容姿や指導方針もおおむね本人同様。
練のサーブ・レセプション・ディグ（スパイクレシーブ）成功率の高さと、田上繭からの口添え、および自らの勘を根拠に、低身長の練を全日本合宿に追加選抜する。身寄りのない繭の後見人も務めている。

### その他
本間 豪徳（ほんま ごうとく）
声 - 矢尾一樹
灰澤高校3年生で男子バレー部員。「池袋ガールズベットバレー」と称する賭けバレーイベントの元締めで「ビジネスヤンキー」の異名を取っていた。自らに害がおよばないようにベットバレーには直接参加せず、灰澤高校の男子バレー部員が他校の女子バレー部員などを恋人にして、複数のバレーボールチームを編成しており、自らも奈緒を恋人にして参加させていた。しかしバレーボールをプレイする機会を失った少女らに機会を提供するなど、一方的に利用していたわけではなかった。イベント運営の際にギャラリーに出す飲食物は無農薬栽培品にこだわり、バレーチームに美味しい弁当を提供するなど「LOHAS」といわれる一面を持ち、八百長を防止するためにチームごとに個別に控え室を用意するなど、見かけによらない面も持ち合わせている。
イベント会場の維持経費など固定費は小さくなく、資金繰りに十分な余裕はなかったが、広之が本間の商才を認め、合法ビジネスへの業態転換を条件に多額の出資を提案し、本間はそれを受け入れた。その後、広之と本間は、互いの交際相手がもともと親友だったこともあり、たびたび行動をともにする。
本間のバレーボールの実力はそれなりに高く、奈緒の練習に付き合ったことで、奈緒のプレーはより洗練されたものとなる。
実家は自然食カフェ雑貨店「HON MARKET」で、顔見知りの雲海らもよく利用する。本間も接客に従事している。理央という幼い妹がおり、奈緒に良く懐いている。
堺田 町蔵（さかいだ まちぞう）
作者の前作である『G戦場ヘヴンズドア』の主人公。父親は人気漫画家の坂井大蔵。
「週刊少年ファイト」で「エドガワ排球団」（通称エド球）を連載する人気漫画家。単行本は通算累計1,000万部を超え（作者未監修の数字なので、事実とは違う可能性がある）、現在も連載中。現在では人気漫画家となっているが、第35回少年ファイト新人漫画大賞を合作で受賞後は、単独での連載は打ち切りの連続と、同期の漫画家と違い鳴かず飛ばずだった。だめなら漫画を辞めると覚悟したネームを「週刊少年ファイト」に持ち込んだ際に担当になったのがヤングファイトから異動した鉄男であり、これが後のエド球である。
池袋ベットバレーの存在を知っており、興味を持ち取材を希望する。高校の同級生の長谷川夫婦とは公私ともに仲がよく、特に2人の娘であるルミは、幼いころから職場に来るほど好意を持たれており、そのことに悪い気はしていないが、19歳の歳の差と、自身の過去の出来事から気が引けている。
奥平 現
菱巻組の組員。組長の危篤を志乃に知らせるために登場する。志乃の父に組を継いでもらいたいが、逆にヤクザから足を洗う条件で一緒に事業をすることを誘われており、揺れている。
須磨 拓也（すま たくや）
奥平といつも行動をともにしている組員。
曽和田（そわだ）
菱巻組の幹部で、組長の跡目を狙っている。組長が跡継ぎとして娘婿を目していたが、それを妨害するためにインサイダー取引に陥れる。曽和田派が組内で力をつけており、組周辺の一般市民からの評判は悪くなる。
村田 清彦（むらた きよひこ）
旭谷中学校の数学教師。在校中の学や未散に対し嫌味な発言をしていたが、未散から学と交際しているとの報告を受け、それを高く評価する。
恩田 紀恵（おんだ のりえ）、喜多 さち代（きた さちよ）
漫画などでの学外の学の友人。背が低く丸顔で眼鏡でお下げ髪の方が紀恵。過去の練を知っている。朝の通学時間帯では2人の着衣が違う。
史郎
未散に「ツレ」（一般的には友人のこと）と呼ばれる存在。未散が中学時代に北江古田公園でよく遊んだとのことである。本編ではベットバレーの情報を未散に提供し、その際にクレバーかつ的確な推測を述べる。
隆子のおじ
本名は不出。唯隆子の育ての親で、隆子にバレーの英才教育を施したバレー狂。会社経営者で紳士然としている。Vリーグに所属する夕栗製菓の会長の娘（一度離婚し、子供がいる）と結婚しており、Vリーグおよび白雲山高校のスポンサーもしている。田上繭や、全日本女子監督の真壁とも交流がある。
真理や練の実力を非常に高く評価し、練を白雲山に呼び寄せ隆子とコンビを組ませようと画策する。小学生時代の隆子と練を「一番上手いのは隆子、一番強いのはあの子（練）」と評する。
村上 寛治（むらかみ かんじ）
黒曜谷高校OBで、環の夫。バレー部員だったのかは不明。現在は婿入りした村上家の家業である「ムラカミスポーツ」旭谷店の店長。
堀之内 秀信（ほりのうち ひでのぶ）
黒曜谷高校OBで、政子の恋人。高校時代は男子バレー部マネージャーで、政子たちとは同期。寛治とは親友。現在は雑誌「月刊バレー天国」のライター。

## その他のエピソード

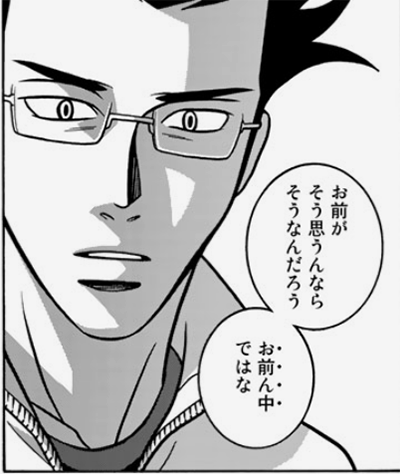
該当コマ利用公認画像

モデル地
登場する舞台のモデルは西武池袋線近辺であり、特に江古田駅では学と未散がおにぎりを買う店や、登校シーンで描かれているゲームセンターや駅舎を実際に見ることができる。
公認状況
登場するボールには単行本第1巻当初、ミカサやモルテンをもじって「3CASA」や「mol10」とロゴが表記されている。しかし、第4巻以降はモルテンが実名（molten）かつ本物同様のロゴで登場する。これは本作がモルテンから公認され、寄贈や協力を受けられるようになったからであり、これに伴い登場する機会が大幅に増えている。そして、第11巻からは本物のミカサ（MIKASA）や国際バレーボール連盟（FIVB）のロゴも登場する。2015年5月22日にはミカサからコラボレーション商品（エナメルバッグ）も発売された。
本作シーンの利用
2009年前後、漫画『ひだまりスケッチ』の主人公画像と、式島滋の「お前がそう思うんならそうなんだろう　お前ん中ではな」（第1巻）の台詞とを合成したコラージュ画像が主にネット上のユーザ間で広まり、その後も新たなコラージュやアスキーアートが発表されるなど反響を呼んだ。日本橋は後日これを把握し、本作の該当コマおよび台詞の利用を公認している。この縁により『ひだまりスケッチ』の原作者・蒼樹うめと交流が始まり、単行本第7巻特装版の特典である公式同人誌『少年ファイト』には蒼樹も4コマ漫画を寄稿している。また、日本橋は本作の二次創作やコスプレについても積極的に容認している。
V.LEAGUEオールスターゲーム
2018年および2019年開催の『V.LEAGUE WOMEN（V1女子）オールスターゲーム』で、副賞「少女ファイト賞」が贈呈された。受賞選手には本作への登場権が贈られ、2018年受賞の佐藤美弥、2019年受賞の栗原恵がそれぞれ漫画本編に1キャラクターとして登場する。

## 書誌情報
- 各話は『イブニング』掲載の時点から単行本への収録を考慮し、単行本各巻ごとの特色が発生するように構成されている。
  - 各巻のエピソード : 単行本（通常版）表紙イラストの人物が中心となるエピソードが含まれている。また多くの巻で、最終話は小田切学（偶数巻）または式島未散（奇数巻）を語り手にしてエピソードを描いている。
  - 各話のサブタイトル : 各巻ごとに共通した名称が付けられている。
    - 第1巻 「○い●●」（漢字1字と送り仮名「い」の形容詞に、「ん」で終わる語尾の2文字の漢字）
    - 第2巻 「dog  - 」頭にdogがくる英単語もしくは連語
    - 第3巻 1980年代の日本のポップスの楽曲名
    - 第4巻 「自己○○」（○○は2文字の熟語が入る）
    - 第5巻 バレーボールを題材にした漫画やアニメーションのタイトルを捩ったもの
    - 第6巻 「 - ow」owで終わる一語の英単語
    - 第7巻 世界の著名な童話・民話のタイトルを捩ったもの
    - 第8巻 武士を捩った、または武具名を含んだタイトル
    - 第9巻 「時（時間）」に関連したタイトル
    - 第10巻 バレーボール用語を捩った別の言葉
    - 第11巻 数字を含むタイトル
    - 第12巻 安部公房の作品名を捩ったもの
    - 第13巻 著名な映画のタイトルを捩ったもの
    - 第14巻 企業のキャッチコピーやスローガンを捩ったもの
    - 第15巻 タロットカード（大アルカナ）のタイトル
    - 第16巻 ダーツ用語
    - 第17巻 戸川純の楽曲名を捩ったもの
    - 第18巻 各種宝石の英名
- 第2巻の発売に際して、一部販売店でスポーツ新聞を模した販促チラシ『バシスポ』が配布された。
- 第5巻は2008年11月の刊行と4巻の巻末に予告されていたが、翌2009年1月に延期された。4巻までは発売予定の年と季節のみの予告だった。巻末には、単行本発売時に『月刊アフタヌーン』に宣伝を兼ねて掲載された出張編が収録されることもある。

### 単行本・通常版
- 日本橋ヨヲコ 『少女ファイト』 講談社〈講談社KCデラックス〉、既刊18巻（2022年1月21日現在）
  1. 2006年7月21日発行、ISBN 978-4-06-372171-3
  2. 2007年2月23日発行、ISBN 978-4-06-372262-8
  3. 2007年9月21日発行、ISBN 978-4-06-372351-9
  4. 2008年4月23日発行、ISBN 978-4-06-375476-6
  5. 2009年1月23日発行、ISBN 978-4-06-375638-8
  6. 2009年10月23日発行、ISBN 978-4-06-375794-1
  7. 2010年7月23日発行、ISBN 978-4-06-375944-0
  8. 2011年7月22日発行、ISBN 978-4-06-376063-7
  9. 2012年8月23日発行、ISBN 978-4-06-376640-0
  10. 2013年7月23日発行、ISBN 978-4-06-376861-9
  11. 2014年6月23日発行、ISBN 978-4-06-377009-4
  12. 2015年5月22日発行、ISBN 978-4-06-377178-7
  13. 2016年5月23日発行、ISBN 978-4-06-377465-8
  14. 2017年7月21日発行、ISBN 978-4-06-393235-5
  15. 2018年8月23日発行、ISBN 978-4-06-512375-1
  16. 2019年9月20日発行、ISBN 978-4-06-517221-6
  17. 2020年7月22日発行、ISBN 978-4-06-520261-6
  18. 2022年1月21日発行、ISBN 978-4-06-525927-6

### 単行本・特装版
いずれの巻も、特装版専用のカバー表紙が付いた単行本に加えて、下記特典付録が同梱されている。第3巻以前の特装版はない。
- 日本橋ヨヲコ 『少女ファイト』 講談社〈講談社プレミアムKC〉、既刊4 - 18巻（2022年1月21日現在）
  - 第4巻特装版 2008年4月23日発行、ISBN 978-4-06-362110-5
    - 同梱品：黒曜谷学園高等学校指定とするノートと連載で既出のカラーイラストが描かれた下敷き（ノートの一部分に、小田切学の漫画と長谷川留弥子によるパラパラ漫画が描かれている）

  - 第5巻特装版 2009年1月23日発行、ISBN 978-4-06-362132-7
    - 同梱品：オリジナルドラマCD『少女ファイト番外編「野良犬たちのおつかい」』

  - 第6巻特装版 2009年10月23日発行、ISBN 978-4-06-358308-3
    - 同梱品：オリジナルアニメDVD（OAD）

  - 第7巻特装版 2010年7月23日発行、ISBN 978-4-06-364836-2
    - 同梱品：総勢30名のプロクリエイター（実際には29名）が様々な『少女ファイト』を描いたB5冊子の公式同人誌『少年ファイト』

  - 第8巻特装版 2011年7月22日発行、ISBN 978-4-06-364872-0
    - 同梱品：小田切明の複製原稿（B5サイズ16枚）と原稿袋

  - 第9巻特装版 2012年8月23日発行、ISBN 978-4-06-364890-4
    - 同梱品：黒曜谷ストレイドッグス公式スポーツバッグ（ミニバージョン）

  - 第10巻特装版 2013年7月23日発行、ISBN 978-4-06-364926-0
    - 同梱品：「真理の手紙」付き黒曜谷高校謹製レターセット

  - 第11巻特装版 2014年6月23日発行、ISBN 978-4-06-364957-4
    - 同梱品：黒曜谷ストレイドッグス公式タオルマフラー

  - 第12巻特装版 2015年5月22日発行、ISBN 978-4-06-362294-2
    - 同梱品：黒曜谷ストレイドッグス公式ラバーパスケース

  - 第13巻特装版 2016年5月23日発行、ISBN 978-4-06-362330-7
    - 同梱品：特製ポストカードブック（16枚）

  - 第14巻特装版 2017年7月21日発行、ISBN 978-4-06-362373-4
    - 同梱品：ぬりえブック（書き下ろしを含むカラーイラスト作品の線画24点）

  - 第15巻特装版 2018年8月23日発行、ISBN 978-4-06-512861-9
    - 同梱品：日めくり名言集兼31日分卓上カレンダー

  - 第16巻特装版 2019年9月20日発行、ISBN 978-4-06-517222-3
    - 同梱品：カラー描き下ろし時計

  - 第17巻特装版 2020年7月22日発行、ISBN 978-4-06-520262-3
    - 同梱品：描き下ろしイラスト入り付箋ブック（6種類 各20枚）

  - 第18巻特装版 2022年1月21日発行、ISBN 978-4-06-527007-3
    - 同梱品：描き下ろし漫画ブックレット（登場人物4名の各エピソード4編、全16P）

## OAD
2009年10月23日発売の単行本第6巻の特装版に付属された。SDアニメ24分＋フルアニメPV4分という構成になっている。

### スタッフ
- 監督 - 多田俊介
- 脚本 - 日本橋ヨヲコ
- アニメーションキャラクターデザイン・作画監督 - 高橋英樹
- デフォルメデザイン - 関川成人
- 絵コンテ - 田頭しのぶ
- 演出 - 江崎慎平
- 美術監督 - 野村正信
- 色彩設計 - 津守裕子
- 撮影監督 - 荒井栄児
- 編集 - 濱宇津妙子
- 音響監督 - 中嶋聡彦
- 音楽 - 池頼広
- プロデューサー - 小林範善
- アニメーションプロデューサー - 黒木るい
- アニメーション制作 - Production I.G
- 製作 - 講談社

### 主題歌
エンディングテーマ「Oh my friend」
作詞 - MAYU / 作曲 - 重永亮介 / 編曲 - 宅見将典 / 歌・演奏 - BLiSTAR
挿入歌「パラレル・ワールド」
作詞・作曲 - 重永亮介 / 編曲 - 重永亮介・宅見将典 / 歌・演奏 - BLiSTAR

## ドラマCD
- 少女ファイト番外編「野良犬たちのおつかい」（2009年1月23日発売 ISBN 978-4-06-362132-7） - 第5巻特装版に付属。
- 少女ファイト「野良犬たちのおもいで」（2010年7月23日発売 SJFC-1）

## インターネットラジオ
『少女ファイト web radio 犬神鏡子と愉快な仲間たちのオールイブニングニッポン』は2010年6月25日から9月7日までアニメイトTVにて隔週金曜日に配信されたWEBラジオ。

### 番組概要
- パーソナリティ：大原さやか（犬神鏡子 役）
- 配信期間：2010年6月25日 - 9月7日
- 配信日：隔週金曜日
- 配信サイト：アニメイトTV

### ゲスト
- 伊倉一恵（鎌倉沙羅 役）：第1回（2010年6月25日）
- 杉山大（千石雲海 役）：第2回（2010年7月9日）
- 桑島法子（陣内笛子 役）：第3回（2010年7月23日）
- 能登麻美子（小田切学 役）：第4回（2010年8月6日）

### コーナー
集え!円卓の犬騎士ども!
少女ファイトに対する熱き思いを紹介するコーナー。
コンテンツトーク
トランプで選んだ『少女ファイト』原作の個性的なサブタイトルをキーワードにトークするコーナー。
番組公式じゃんけんが使用される。掛け声はバレーボール風に「そーれ、じゃんけんぽん」
池袋ガールズベットバレー
4つの「お題」から一つを取り上げ毎回チャンピオンを決めるコーナー。
お題1：「人に勧めたい、想像したら幸せになる光景」
お題2：「そういえば似てる言葉」
お題3：「あの人は今」
お題4：「レシーブ→トス→○○→アタック」

私を春高へ連れてって
黒曜谷高校を倒せる最強のメンバーを結成するコーナー。レギュラー入りは大原とゲストの独断と偏見で選ばれる。

### ラジオドラマ
オーディオドラマ『野良犬たちのおもいで』が番組の最後に毎回少しずつ放送される。

### ラジオCD
- DJCD 少女ファイト 犬神鏡子と愉快な仲間たちのオールイブニングニッポン（2010年9月3日発売 SJFC-2）